# Elsa Merlini
Elsa Merlini de son vrai nom Elsa Tscheliesnig (née à Trieste le 26 juillet 1903 et morte à Rome le 22 février 1983), est une chanteuse et actrice italienne. Elle est apparue dans 29 films entre 1931 et 1976 .

## Biographie
Elsa Merlinin, née Elsa Tscheliesnig, a adopté le nom de famille de son beau-père. Elle ajoute à ses plus grands succès théâtraux une carrière au cinéma en 1931, interprétant La secretaria privata de Goffredo Alessandrini.
Elle est également une interprète théâtrale renommée dans diverses œuvres de Shakespeare, Luigi Pirandello, Jean Anouilh et Thornton Wilder .

## Filmographie
- 1931 : La Secrétaire particulière (La segretaria privata) de Goffredo Alessandrini
- 1932 : Cercasi modella (it) d'E. W. Emo
- 1932 : Una notte con te (it) d'E. W. Emo et Ferruccio Biancini
- 1932 : La regina di Navarra de Carmine Gallone (1932)
- 1933 : Paprika (it) de Carl Boese
- 1934 : Melodramma (it) de Giorgio Simonelli
- 1934 : Le Diamant de Lisa (it) (Lisetta) de Carl Boese
- 1935 : Ginevra degli Almieri (it) de Guido Brignone
- 1936 : Non ti conosco più (it) de Nunzio Malasomma
- 1936 : Trente Secondes d'amour (Trenta secondi d'amore) de Mario Bonnard
- 1936 : L'albero di Adamo (it) de Mario Bonnard
- 1938 : Amicizia (it) de Oreste Biancoli
- 1938 : La dama bianca de Mario Mattoli
- 1938 : Ai vostri ordini, signora de Mario Mattoli
- 1941 : L'ultimo ballo (it) de Camillo Mastrocinque
- 1942 : Gioco pericoloso (it) de Nunzio Malasomma
- 1942 : La regina di Navarra de Carmine Gallone (1942)
- 1951 : Cameriera bella presenza offresi... de Giorgio Pàstina (1951)
- 1955 : Les Cinq Dernières Minutes (Gli ultimi cinque minuti) de Giuseppe Amato
- 1955 : I pappagalli (it) de Bruno Paolinelli
- 1958 : Jambes d'or (Gambe d'oro) de Turi Vasile
- 1976 : Le cinque stagioni (it) de Gianni Amico (feuilleton)